# تپه مهدی فرسفج
تپه مهدی فرسفج مربوط به دوره مادها- دوره اشکانیان است و در شهرستان تویسرکان، بخش قلقل رود، روستای فرسفج واقع شده و این اثر در تاریخ ۲۲ مرداد ۱۳۸۴ با شمارهٔ ثبت ۱۳۰۵۵ به‌عنوان یکی از آثار ملی ایران به ثبت رسیده است.